# Pingxiang

Lage von Pingxiang in Jiangxi

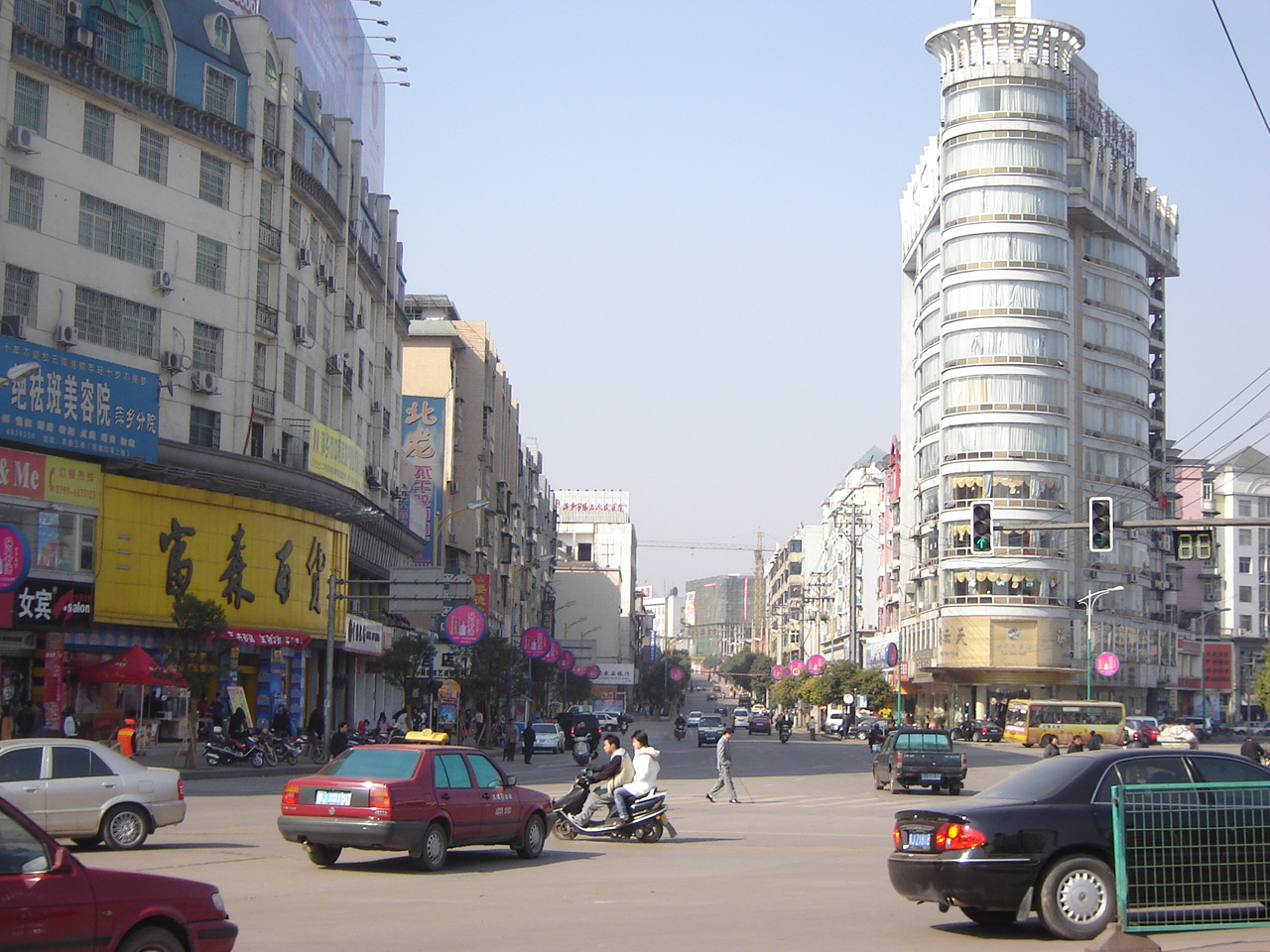
Zentrum von Pingxiang

Pingxiang (chinesisch 萍乡市, Pinyin Píngxiāng Shì) ist eine bezirksfreie Stadt im Westen der chinesischen Provinz Jiangxi.

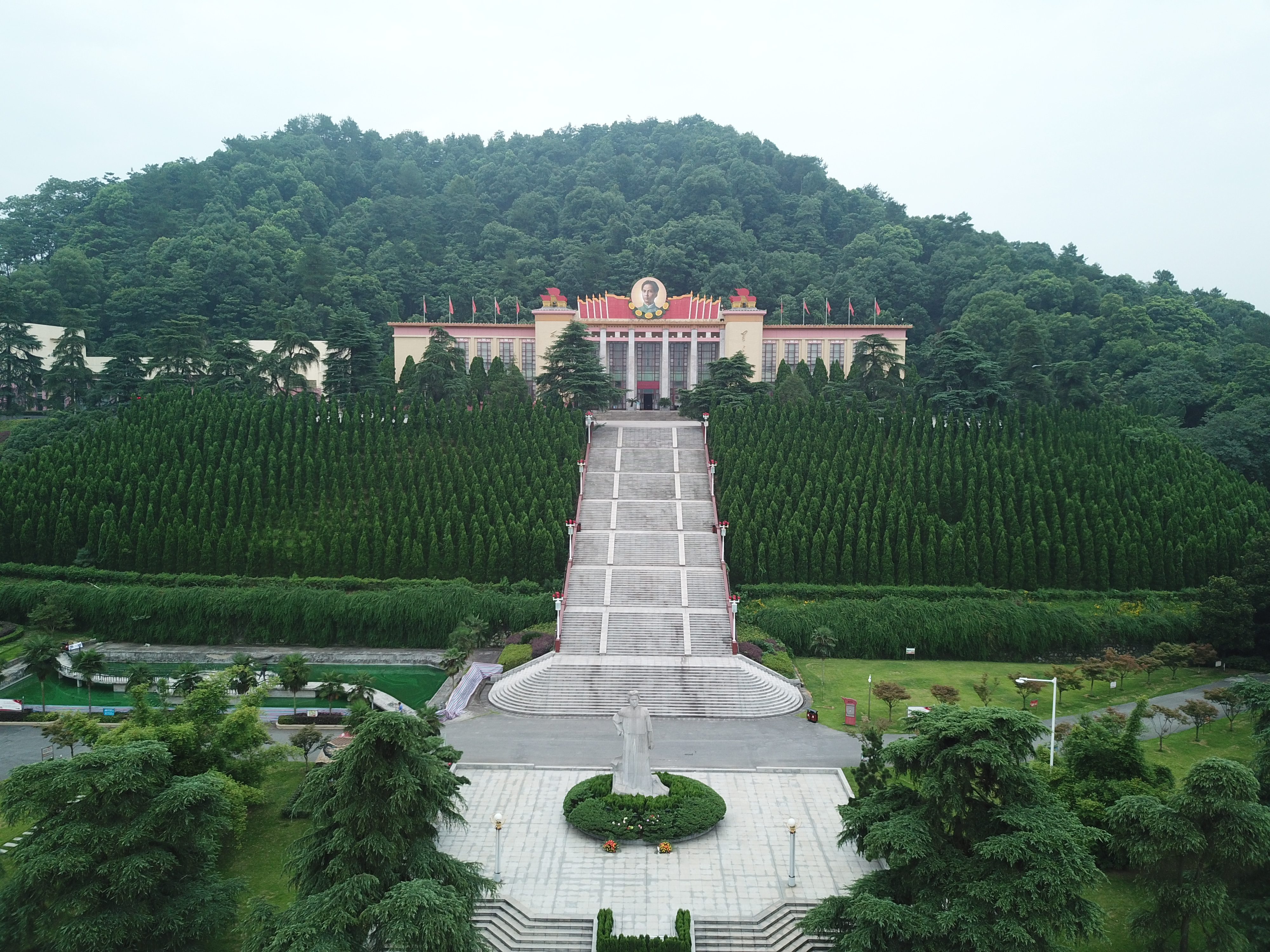
Die Anyuan-Gedenkhalle für die Bewegung der Bergarbeiter und Eisenbahner in Anyuan

Das Verwaltungsgebiet der Stadt hat eine Fläche von 3.824 km² und 1.804.805 Einwohner (Stand: Zensus 2020).
Der im Stadtgebiet gelegene Ehemalige Klub der Eisenbahner und Bergmänner von Anyuan (安源路矿工人俱乐部旧址, ānyuán lùkuàng gōngrén jùlèbù jiùzhǐ) steht auf der Liste der Denkmäler der Volksrepublik China und ist heute zusammen mit einer großen Gedenkstätte und Museum der Öffentlichkeit zugänglich.

## Administrative Gliederung
Auf Kreisebene setzt sich Pingxiang aus zwei Stadtbezirken und drei Kreisen zusammen. Diese sind (Stand: Zensus 2010):
- Stadtbezirk Anyuan (安源区), 214 km², 534.560 Einwohner, Zentrum, Sitz der Stadtregierung;
- Stadtbezirk Xiangdong (湘东区), 859 km², 358.990 Einwohner;
- Kreis Lianhua (莲花县), 1.063 km², 236.328 Einwohner, Hauptort: Großgemeinde Qinting (琴亭镇);
- Kreis Shangli (上栗县), 729 km², 467.214 Einwohner, Hauptort: Großgemeinde Shangli (上栗镇);
- Kreis Luxi (芦溪县), 960 km², 257.423 Einwohner, Hauptort: Großgemeinde Luxi (芦溪镇).

## Einzelnachweise

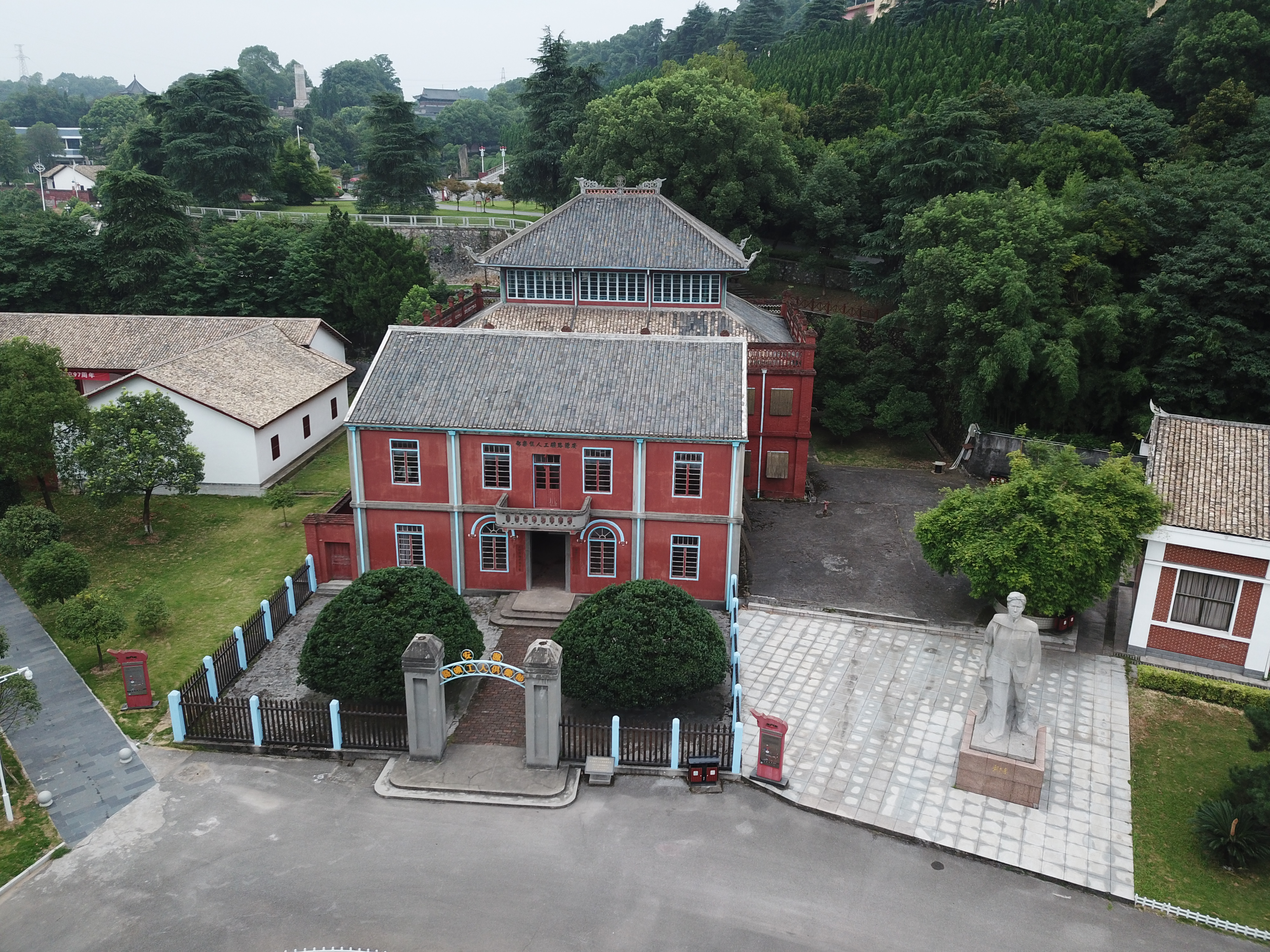
Das historische „Rote Gebäude“ des Ehemaligen Klubs der Eisenbahner und Bergwerker in Anyuan